# Асклепиодор (военачальник Кассандра)
Асклепиодор (др.-греч. Ἀσκληπιόδωρος) — военачальник Кассандра, участник Третьей войны диадохов.
Единственное упоминание Асклепиодора, военачальника Кассандра, в античных источниках содержится у Диодора Сицилийского. Ю. Кэрст и И. Г. Дройзен считали, что Асклепиодор был военачальником сатрапа Карии Асандра, а не правителя Македонии Кассандра. Современные историки сходятся во мнении, что Асклепиодор был, как и указывал Диодор, стратегом на службе у Кассандра.
Асклепиодор в 314 году до н. э. завоевал Каппадокию до берегов Понта и осадил Амис. Антигон, который на тот момент осаждал Тир, отправил войско, предположительно в 8300 воинов и 600 всадников, под командованием Полемея в Каппадокию. Ему было поручено изгнать из области войска Кассандра, а также занять позиции на Геллеспонте, чтобы предотвратить гипотетическую переправку дополнительных войск Кассандра из Европы в Азию.
Полемей вынудил Асклепиодора прекратить осаду Амиса и, согласно заключённому соглашению, покинуть Малую Азию. После этого Полемей смог вступить во владение регионом от имени Антигона.
Дальнейшая судьба Асклепиодора неизвестна.